# Добрі Лаки
Добрі́ Ла́ки (болг. Добри лаки) — село в Благоєвградській області Болгарії. Входить до складу громади Струмяни.

## Населення
За даними перепису населення 2011 року у селі проживали 189 осіб, з них 188 осіб (99,5%) — болгари.
Розподіл населення за віком у 2011 році:
Динаміка населення: